# Eragrostis rufinerva
Eragrostis rufinerva là một loài thực vật có hoa trong họ Hòa thảo. Loài này được L.C.Chia mô tả khoa học đầu tiên năm 1977.